# Mariano Manzana

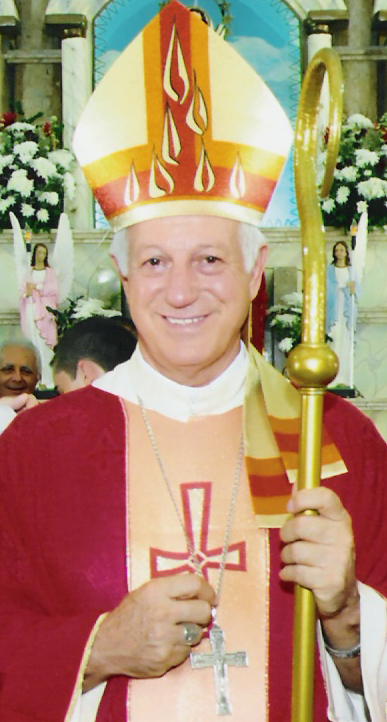
Mariano Manzana (2011)

Mariano Manzana (* 13. Oktober 1947 in Mori) ist ein italienischer Geistlicher und emeritierter römisch-katholischer Bischof von Mossoró im brasilianischen Bundesstaat Rio Grande do Norte.

## Leben
Mariano Manzana empfing am 26. Juni 1973 die Priesterweihe.
Papst Johannes Paul II. ernannte ihn am 15. Juni 2004 zum Bischof von Mossoró. Der Erzbischof von Trient, Luigi Bressan, spendete ihm am 5. September desselben Jahres die Bischofsweihe; Mitkonsekratoren waren Wilhelm Emil Egger, Bischof von Bozen-Brixen, und José Freire de Oliveira Neto, Altbischof von Mossoró. Die Amtseinführung im Bistum Mossoró fand am 17. Oktober 2004 statt. Als Wahlspruch wählte er Christus ad Gentes (Mk 13,10 ), (zu Deutsch „Christus den Völkern“).
Am 18. November 2023 nahm Papst Franziskus seinen altersbedingten Rücktritt an.